# Tatort: Erbarmen. Zu spät.
Erbarmen. Zu spät. ist ein Fernsehfilm aus der Krimireihe Tatort. Der vom Hessischen Rundfunk produzierte Beitrag ist die 1243. Tatort-Episode und wurde am 10. September 2023 im SRF, im ORF und im Ersten ausgestrahlt. Das Frankfurter Ermittlerduo Janneke und Brix ermittelt in seinem 17. Fall.

## Handlung
Der Polizist Simon Laby fährt auf Nachtschicht alleine Streife in der Wetterau und erledigt gelangweilt Routineaufgaben. Dann nähert sich ein anderes Auto, in dem zwei Männer sitzen. Es kommt zu einem Gespräch, in dem Laby seinen Wunsch bekräftigt, angesichts seiner bevorstehenden Vaterschaft aus einer gemeinsamen Unternehmung auszusteigen.
Wenig später wird Laby vermisst, in seinem leeren Polizeifahrzeug werden Blutspuren gefunden. Janneke und Brix bearbeiten den Fall. Der in der rechten Szene als Terror-Toni gut vernetzte Anton Schilling gibt bei der Polizei an, er habe die Erschießung eines Polizisten beobachtet. Bei Nacht führt er Brix und mehrere Polizisten zu einem Acker in der Wetterau, an dem die Leiche vergraben worden sei. Die Polizei gräbt dort an mehreren Stellen, ohne etwas zu finden.
In einer Waldhütte von Laby findet die Polizei umfangreiche Lebensmittelvorräte sowie Waffen, Munition, verfassungsfeindliche Schriften und ein falsches Polizeifahrzeug. Nach einem weiteren Fahrzeug, das anscheinend ebenfalls als Streifenwagen eingerichtet wurde, lassen die Kommissare fahnden. Möglicherweise war Laby mit rechtsextremen Polizisten vernetzt, bei denen Brix’ früherer Kollege Radomski eine wichtige Rolle spielt. Er hatte vor einigen Jahren eine rechtsradikale Chatgruppe an seiner Wache gemeldet. 
Die Rechtsanwältin Schillings kommt zum Acker. Schilling ändert seine Aussage. Er habe nur das leere Streifenfahrzeug gefunden und die Polizei alarmiert. Zusammen mit der Anwältin kann er den Acker verlassen, an dem die Polizei immer noch nach Spuren sucht. Schließlich findet die Polizei einen vergrabenen toten Hund.
Die Anwältin mit Schilling wird an einsamer Stelle von einer vermeintlichen Polizeistreife angehalten. Schilling wird entführt. Die Anwältin behauptet später gegenüber der Polizei, sie habe Schilling vor seinem Haus abgesetzt.
Brix befragt Radomski in dessen Pick-up und fährt mit ihm auf die Jagd. Radomski gibt an, Laby auf einem Kurs kennengelernt zu haben. Von einem früheren Kollegen erfährt Janneke jedoch, dass Radomski mit Laby schon in einer Wache in Offenbach zusammengearbeitet hat. Radomski und seine Jagdfreunde entführen Brix. An der Entführung beteiligt ist auch der Polizist Glasner, der zuvor noch an der Suche nach Laby teilgenommen hatte.
Aus dem Auto sieht Brix, wie Schilling in den Wald geführt wird. Radomski sagt, Schilling sei ein V-Mann und rede zu viel. Wenig später fällt ein Schuss, ein schweres Paket wird auf den Pick-up geladen.
Es wird deutlich, dass Radomski und seine Mitstreiter nur ein kleiner Teil einer bundesweiten Verschwörung sind. Die Rechtsextremisten, die einen Putsch vorbereiten, sind offenbar so gut vernetzt und ihre Pläne sind bereits so weit fortgeschritten, dass sich Radomski nicht mehr vor Strafverfolgung fürchtet. Er lässt Brix am nächsten Morgen unversehrt frei, obwohl er davon ausgehen muss, dass er seine Erkenntnisse nicht für sich behalten wird.
Inzwischen ist Labys Leiche gefunden worden. Radomski wird vorläufig festgenommen. Auf der Ladefläche seines Pick-up findet Brix aber nicht den ermordeten Schilling, sondern ein totes Wildschwein. Ein plötzlicher starker Regen verwischt alle Spuren in der näheren Umgebung, wie es Radomski zuvor selbstbewusst angekündigt hatte: „Wenn wir wollen, dass es regnet, regnet es.“
Der Regen färbt sich – hier dreht der Film ins Irreal-Symbolische – blutrot. Eine zufällig hinzukommende Gruppe junger Leute in einer Stretch-Limousine ist zunächst erschrocken über dieses Phänomen, setzt dann aber ihre wilde Champagner-Party fort und nutzt die verstörende Szenerie für Selfies, begleitet von irrem Gelächter.

## Hintergrund
Der Film wurde vom 5. Oktober 2022 bis zum 7. November 2022 in Frankfurt am Main gedreht.

## Rezeption

### Kritiken
Das Lexikon des Internationalen Films bewertete den Film mit dreieinhalb von fünf möglichen Sternen und lobte ihn als einen „meisterlich“ fotografierten Thriller und als ein „unbehagliches, bedrückendes Drama über eine schleichende Bedrohung“.
Christian Buß verlieh im Schnellcheck von Spiegel Online neun von zehn Punkten und urteilte: „Nazis in Nachtlandschaft: ein »Tatort«, der ästhetisch und politisch herausfordert. Muss man sich drauf einlassen.“
In FAZ.net schrieb Heike Hupertz über den Tatort, in dem „Ermittler und Zuschauer nur den Zipfel eines rechtsextremen Netzwerks zu fassen bekommen, das einen Staatsstreich vorbereitet“, er rage aus der Menge heraus. Vor dem Prospekt der Nacht und mysteriös wirkender Lichtsetzung erhalte die Geschichte der lange ratlosen Polizisten ihren aktuellen Realitätsbezug: „Es geht um rechtsextreme Chats in hessischen Polizeikreisen, illegale Computerabfragen, geheime Daten, Drohbriefe und den Komplex ‚NSU 2.0‘.“
Bei Tittelbach.tv beschrieb Thomas Gehringer den Film als „sehr unbehagliches und meisterhaft fotografiertes, teils fantastisch ausgeleuchtetes Drama – mit einem denkwürdigen Finale“ und vergab fünfeinhalb von sechs möglichen Punkten.

### Einschaltquoten
Die Erstausstrahlung von Erbarmen. Zu spät. am 10. September 2023 sahen in Deutschland 6,21 Millionen Zuschauer, sie erreichte einen Marktanteil von 24,8 % für Das Erste.

## Trivia
Der Titel Erbarmen. Zu spät. ist eine Anspielung auf den Refrain des Liedes Die Hesse komme von den Rodgau Monotones.